# جوناثان بيلي (سياسي)
جوناثان بيلي (بالإنجليزية: Jonathan Bailey)‏ هو سياسي بريطاني، ولد في 24 فبراير 1940 في ليفربول في المملكة المتحدة، وتوفي في 9 ديسمبر 2008. انتخب Clerk of the Closet ‏ وانتخب Bishop of Derby ‏ وانتخب Bishop of Dunwich ‏.